# 義鑑流骨法術

義鑑流（ぎかんりゅう）とは、瓜生判官義鑑房を開祖とする日本の徒手武術の流派。
義鑑流は、永承年間（１０４６～１０５２）伊賀に逃れし唐の異勾より伝えられ、牙門道士－牙龍道士－八龍道士－戸沢白雲斎・・・と代々伝えられ、後にこれを玉虎流と称された。戸沢白雲斎より十三代目の僧玉観律師はこの玉虎流を広く伝えたと云う。
また一説に、義鑑流の遠祖は、姚玉虎なりとの説がある。その子孫張武勝は、天智天皇二年（６６３年）九月、百済より逃れ伊賀山中に住した。張武勝の子孫坂上太郎国重は玉虎流の開祖となった。その臣坂東小太郎正秀は僧玉観律師にその伝を伝えたとも云う。
僧玉観律師は、伊賀上野出身の秋元義昭こと後の河内守義鑑に伝え、義鑑は天文年間（１５３２～１５５５）に、河内瓜生城の城主であった瓜生判官義鑑房に伝授した。永禄年間（１５５８～１５６９）、義鑑房は己の工夫を加え、一拳太刀をも折る術をあみ出し、義鑑流と称した。義鑑房は、骨法術・飛鳥術・銑盤投（鉄板投）の達人で武骨一辺倒の士であった。元来戦うことを好まず、常に和を以て君国の為に尽くさんとする勤皇の士で、「武風に先手無し」と戒め、「三寶心を貴び不動心を知れ」と訓えた。
元来義鑑流骨法術は、代々一子相伝の不伝の術とされていたが、文久三年（１８６３）八月、石谷松太郎隆景は、十代瓜生義鑑房より伊賀においてその伝を受け十一代目を継承し、明治年間、高松壽嗣にその伝を授けた。高松壽嗣は義鑑流を高弟の秋元文夫に伝授したが、先に死去したため、改めて佐藤金兵衛に対し、昭和二十七年（１９５２）六月に皆伝を授け、昭和三十八年（１９６３）一月に第十三代目宗家を継承させた。義鑑流の術技内容は一切公開された事がなく、伝書も佐藤金兵衛以外に伝授された者はなく、巷間「幻の義鑑流」と言われていた。種村匠刀（恒久）は、平成元年十一月吉日、義鑑流の術技及び伝書・巻物の全てを佐藤金兵衛より伝授され、第十四代目宗家を継承した。
流儀内容としては、起本型（二十四本）、初伝型（二十六本）、中伝型（二十四本）、奥伝型（二十本）、免許・皆伝型、九字秘法伝、一子相伝の口伝等々がある。